# Peter Mander
Peter Garth Mander  (Christchurch, 4 juli 1928 – aldaar, 21 juni 1998) was een Nieuw-Zeelands zeiler.
Mander was betrokken bij de oprichting van de Nieuw-Zeelandse zeilbond. Door de oprichting van de zeilbond mocht Nieuw-Zeeland in 1956 deelnamen aan de Olympische Zomerspelen bij het zeilen. Mander was stuurman in de Sharpie klasse, met Jack Cropp als bemanning won hij de gouden medaille.
Acht jaar later eindigde Mander in de finn als vierde in Tokio.

## Olympische Zomerspelen
| Jaar | Plaats    | Resultaten          |
| ---- | --------- | ------------------- |
| 1956 | Melbourne | Sharpie 12m2 klasse |
| 1964 | Tokio     | 4e Finn klasse      |